# Суха (притока Мурафи)
Суха — річка в Україні, у Шаргородському районі Вінницької області, ліва притока Мурафи (басейн Дністра).

## Опис
Довжина річки 26 км, похил річки — 3,0 м/км. Формується з правої притоки Деребчинки, багатьох безіменних струмків та водойм. Площа басейну 316 км². У давнину мала назву Вовчиця Суха.

## Розташування
Бере початок на південно-західній стороні від села Рахни-Лісові. Тече переважно на південний захід і на південно-східній околиці села Хоменки впадає в річку Мурафу, ліву притоку Дністра.
Населені пункти вздовж берегової смуги: Зведенівка, Вербівка, Джурин.